# Walter Senn (Musikwissenschaftler)
Walter Senn (* 11. Jänner 1904 in Innsbruck; † 15. Juli 1981 ebenda) war ein österreichischer Musikwissenschaftler.

## Leben
Walter Senn war Sohn des Komponisten und Organisten Karl Senn. Er lernte an der Schule des Innsbrucker Musikvereins Klavier und Musiktheorie bei Josef Pembaur dem Älteren und Emil Schennich sowie Orgel bei seinem Vater. Nach der Matura studierte er Musikwissenschaft an der Universität Wien bei Guido Adler und Robert Lach und wurde 1927 mit der Dissertation Das Hauptthema in den Sonatensätzen Beethovens promoviert. Gleichzeitig studierte er von 1922 bis 1926 an der Musikakademie Wien Klavier bei Friedrich Wührer und Karl Prohaska sowie Musiktheorie bei Joseph Marx.
Er erhielt 1930 die Lehrbefähigung für Klavier, 1931 für Gesang und 1932 für Orgel. Von 1928 bis 1938 unterrichtete er an Innsbrucker Mittelschulen und lehrte Musiktheorie und Chorgesang an der Universität Innsbruck. Er war als Organist und Chordirigent tätig und forschte daneben zur Musik- und Theatergeschichte Tirols. Während des Zweiten Weltkriegs betrieb er Archivstudien für das SS-Ahnenerbe in Südtirol. 1947 wurde er mit einer Arbeit über Jakob Stainer in Wien habilitiert. 1950 kehrte er nach Innsbruck zurück und wurde zunächst Dozent, 1961 außerordentlicher Professor an der Universität Innsbruck. Ab 1963 war er Leiter der Musiksammlung des Tiroler Landesmuseums Ferdinandeum und des Tiroler Volksliedarchivs.
Walter Senn war vielseitig wissenschaftlich tätig. Zu seinen Forschungsschwerpunkten gehörten die Wiener Klassik, insbesondere Wolfgang Amadeus Mozart, die Tiroler Musikgeschichte, Geigenspiel und Geigenbau. Er war ab 1963 Mitglied des Zentralinstituts für Mozartforschung und an der Neuen Mozart-Ausgabe beteiligt. Er verfasste zahlreiche Beiträge in Zeitschriften und Sammelbänden und rund 100 Beiträge für die Enzyklopädie Die Musik in Geschichte und Gegenwart.

## Auszeichnungen
- Mozart-Medaille der Internationalen Stiftung Mozarteum, 1957
- Theodor-Körner-Preis, 1961
- Ehrenmitglied des Tiroler Landesmuseums
- Komtur des päpstlichen Gregoriusordens

## Veröffentlichungen
- Aus dem Kulturleben einer süddeutschen Kleinstadt: Musik, Schule und Theater der Stadt Hall in Tirol in der Zeit vom 15. bis zum 19. Jahrhundert. Tyrolia, Innsbruck 1938.
- Tiroler Instrumentalmusik im 18. Jahrhundert. Denkmäler der Tonkunst in Österreich, Nr. 86, Wien 1949.
- Jakob Stainer, der Geigenmacher zu Absam. Die Lebensgeschichte nach urkundlichen Quellen (= Schlern-Schriften, Nr. 87). Wagner, Innsbruck 1951.
- Musik und Theater am Hof zu Innsbruck. Geschichte der Hofkapelle vom 15. Jahrhundert bis zu deren Auflösung im Jahre 1748. Österreichische Verlags-Anstalt, Innsbruck 1954.
- als Herausgeber, mit Joseph Heinz Eibl: Mozarts Bäsle-Briefe. Bärenreiter-Verlag, Kassel 1978.
- mit Karl Roy: Jakob Stainer: Leben und Werk des Tiroler Meisters 1617–1683. Fachbuchreihe Das Musikinstrument, Band 44. Bochinsky, Frankfurt am Main 1986-

## Anmerkung
1. ↑  lt. Strohal 1981; lt. OeML am 17. Juli

| Personendaten    | Personendaten                         |
| ---------------- | ------------------------------------- |
| NAME             | Senn, Walter                          |
| KURZBESCHREIBUNG | österreichischer Musikwissenschaftler |
| GEBURTSDATUM     | 11. Januar 1904                       |
| GEBURTSORT       | Innsbruck                             |
| STERBEDATUM      | 15. Juli 1981                         |
| STERBEORT        | Innsbruck                             |